# Новьяль
Новья́ль (фр. Nauviale, окс. Nòuviala) — коммуна во Франции, находится в регионе Окситания. Департамент — Аверон. Входит в состав кантона Марсийак-Валлон. Округ коммуны — Родез.
Код INSEE коммуны — 12171.
Коммуна расположена приблизительно в 490 км к югу от Парижа, в 130 км северо-восточнее Тулузы, в 23 км к северо-западу от Родеза.

## Население
Население коммуны на 2008 год составляло 552 человека.
| 1962 | 1968 | 1975 | 1982 | 1990 | 1999 | 2008 |
| ---- | ---- | ---- | ---- | ---- | ---- | ---- |
| 484  | 526  | 520  | 502  | 465  | 454  | 552  |

## Экономика

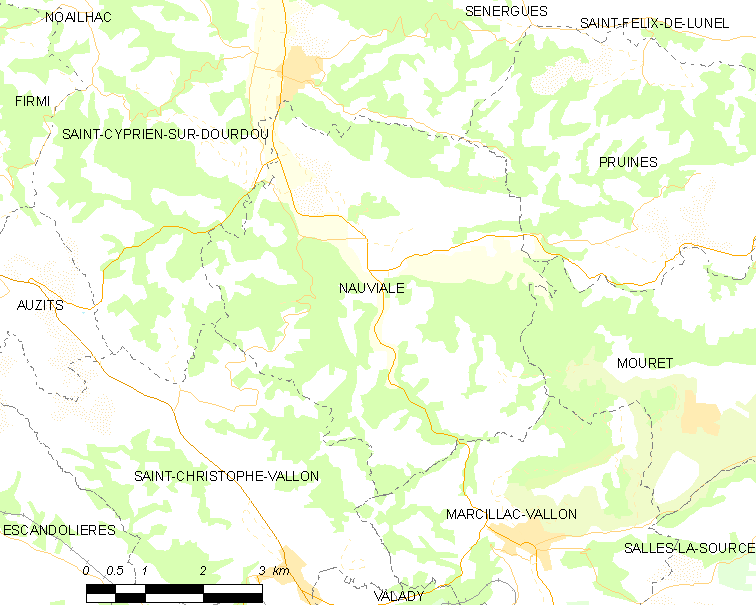
Карта коммуны

В 2007 году среди 318 человек в трудоспособном возрасте (15—64 лет) 251 были экономически активными, 67 — неактивными (показатель активности — 78,9 %, в 1999 году было 69,3 %). Из 251 активных работали 243 человека (130 мужчин и 113 женщин), безработных было 8 (4 мужчины и 4 женщины). Среди 67 неактивных 22 человека были учениками или студентами, 26 — пенсионерами, 19 были неактивными по другим причинам.